# パウロ・ダ・ガマ

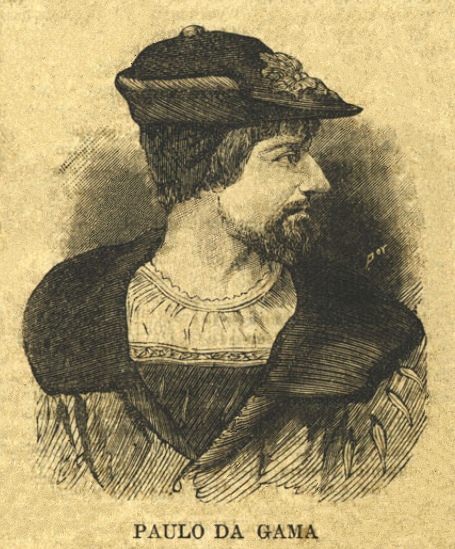
パウロ・ダ・ガマ

パウロ・ダ・ガマ（Paulo da Gama, 発音：[ˈpaulu dɐ ˈɡɐmɐ], （1465年 於オリベンサ - 1499年7月 於アングラ・ド・エロイズモ）は、ポルトガルの航海者・探検家。エステヴァン・ダ・ガマの息子、ヴァスコ・ダ・ガマの兄。
サオ・ラファエル号でヴァスコと共にインドへの最初の航海に加わる。後にサオ・ラファエル号は沈没、ヴァスコのサオ・ガブリエル号に乗船。アゾレス諸島到着の翌日に死去した。